# Lutol Suchy (stacja kolejowa)
Lutol Suchy – stacja kolejowa w Lutolu Suchym na linii kolejowej nr 367 Zbąszynek – Gorzów Wielkopolski, w województwie lubuskim. Według klasyfikacji PKP ma kategorię dworca lokalnego.

## Wymiana pasażerska
| Rok  | Wymiana pasażerska na dobę |
| ---- | -------------------------- |
| 2017 | 10-19                      |
| 2022 | 10-19                      |

.